# Versicherungswirtschaft (Zeitschrift)
Die Versicherungswirtschaft (abgekürzt VW) ist eine monatlich (bis 2013 halbmonatlich) erscheinende deutsche Fachzeitschrift für Versicherungen.
Die Zeitschrift erscheint im Verlag Versicherungswirtschaft in Karlsruhe. Chefredakteur war von 1. Mai 2012 bis April 2016 Heinz Klaus Mertes, im Mai 2016 übernahm der Geschäftsführer des Verlags, Dirk Solte, die Redaktionsleitung. Die Versicherungswirtschaft ist Mitglied in dem internationalen Nachrichtenring Presse Internationale des Assurances.
Begründet wurde die Zeitschrift zum 1. Juni 1946 von Alex Möller (1903–1985), der ab 1945 Vorstandsvorsitzender der Karlsruher Lebensversicherung AG war und später Bundesfinanzminister wurde.